# Sportclub Cambuur 2014-2015
Questa voce raccoglie le informazioni riguardanti lo Sportclub Cambuur nelle competizioni ufficiali della stagione 2014-2015.

## Stagione
Nella stagione 2014-2015 il Cambuur ha disputato l'Eredivisie, massima serie del campionato olandese di calcio, terminando la stagione al dodicesimo posto con 41 punti conquistati in 34 giornate, frutto di 11 vittorie, 8 pareggi e 15 sconfitte. Nella KNVB beker il Cambuur è sceso in campo dal secondo turno, raggiungendo i quarti di finale dove è stato eliminato dal PEC Zwolle.

## Rosa
| N. |                        | Ruolo | Calciatore               |
| -- | ---------------------- | ----- | ------------------------ |
| 2  | Paesi Bassi (bandiera) | D     | Wout Droste              |
| 3  | Paesi Bassi (bandiera) | D     | Etiënne Reijnen          |
| 4  | Lituania (bandiera)    | D     | Vytautas Andriuškevičius |
| 5  | Paesi Bassi (bandiera) | D     | Marlon Pereira           |
| 6  | Paesi Bassi (bandiera) | C     | Erik Bakker              |
| 7  | Paesi Bassi (bandiera) | A     | Furdjel Narsingh         |
| 9  | Paesi Bassi (bandiera) | A     | Martijn Barto            |
| 10 | Serbia (bandiera)      | C     | Dejan Meleg              |
| 11 | Slovacchia (bandiera)  | C     | Albert Rusnák            |
| 11 | Austria (bandiera)     | A     | Sinan Bytyqi             |
| 12 | Paesi Bassi (bandiera) | A     | Michiel Hemmen           |
| 14 | Paesi Bassi (bandiera) | A     | Oebele Schokker          |
| 14 | Paesi Bassi (bandiera) | A     | Mikhail Rosheuvel        |
| 15 | Paesi Bassi (bandiera) | C     | Mart Dijkstra            |

| N. |                        | Ruolo | Calciatore           |
| -- | ---------------------- | ----- | -------------------- |
| 17 | Paesi Bassi (bandiera) | D     | Lucas Bijker         |
| 18 | Nigeria (bandiera)     | A     | Bartholomew Ogbeche  |
| 19 | Paesi Bassi (bandiera) | A     | Damiano Schet        |
| 20 | Paesi Bassi (bandiera) | C     | Sander van de Streek |
| 21 | Paesi Bassi (bandiera) | C     | Mohamed El Makrini   |
| 22 | Paesi Bassi (bandiera) | P     | Leonard Nienhuis     |
| 23 | Paesi Bassi (bandiera) | D     | Ron Janzen           |
| 24 | Polonia (bandiera)     | C     | Sebastian Steblecki  |
| 25 | Paesi Bassi (bandiera) | C     | Berend Schootstra    |
| 26 | Paesi Bassi (bandiera) | P     | Harm Zeinstra        |
| 27 | Paesi Bassi (bandiera) | A     | Bob Schepers         |
| 28 | Paesi Bassi (bandiera) | P     | Jurjan Wouda         |
| 30 | Paesi Bassi (bandiera) | D     | Calvin Mac-Intosch   |
| 31 | Paesi Bassi (bandiera) | C     | Donovan Slijngard    |

## Risultati

### Eredivisie

#### Girone di andata
| 9 agosto 2014, ore 19:45 1ª giornata | Cambuur | 1 – 1 | Twente |  |

| 16 agosto 2014, ore 20:45 2ª giornata | Vitesse | 2 – 2 | Cambuur |  |

| 22 agosto 2014, ore 20:00 3ª giornata | Heracles Almelo | 0 – 1 | Cambuur |  |

| 30 agosto 2014, ore 18:30 4ª giornata | Cambuur | 3 – 2 | ADO Den Haag |  |

| 14 settembre 2014, ore 14:30 5ª giornata | Cambuur | 3 – 0 | Groningen |  |

| 21 settembre 2014, ore 14:30 6ª giornata | PSV | 4 – 0 | Cambuur |  |

| 28 settembre 2014, ore 12:30 7ª giornata | Excelsior | 1 – 1 | Cambuur |  |

| 4 ottobre 2014, ore 19:45 8ª giornata | Cambuur | 4 – 1 | Dordrecht |  |

| 19 ottobre 2014, ore 12:30 9ª giornata | Heerenveen | 2 – 2 | Cambuur |  |

| 26 ottobre 2014, ore 12:30 10ª giornata | Cambuur | 0 – 1 | Feyenoord |  |

| 2 novembre 2014, ore 14:30 11ª giornata | Willem II | 1 – 1 | Cambuur |  |

| 9 novembre 2014, ore 12:30 12ª giornata | Cambuur | 2 – 4 | Ajax |  |

| 23 novembre 2014, ore 16:45 13ª giornata | Utrecht | 1 – 3 | Cambuur |  |

| 29 novembre 2014, ore 20:45 14ª giornata | Cambuur | 0 – 2 | AZ Alkmaar |  |

| 6 dicembre 2014, ore 19:45 15ª giornata | Cambuur | 0 – 1 | NAC Breda |  |

| 13 dicembre 2014, ore 20:45 16ª giornata | Go Ahead Eagles | 1 – 2 | Cambuur |  |

| 20 dicembre 2014, ore 18:30 17ª giornata | Cambuur | 2 – 1 | PEC Zwolle |  |

#### Girone di ritorno
| 17 gennaio 2015, ore 19:45 18ª giornata | ADO Den Haag | 2 – 2 | Cambuur |  |

| 24 gennaio 2015, ore 18:30 19ª giornata | Cambuur | 1 – 2 | PSV |  |

| 31 gennaio 2015, ore 20:45 20ª giornata | Twente | 2 – 1 | Cambuur |  |

| 4 febbraio 2015, ore 20:45 21ª giornata | Cambuur | 0 – 2 | Vitesse |  |

| 8 febbraio 2015, ore 12:30 22ª giornata | Feyenoord | 2 – 1 | Cambuur |  |

| 15 febbraio 2015, ore 12:30 23ª giornata | Cambuur | 2 – 1 | Heerenveen |  |

| 20 febbraio 2015, ore 20:00 24ª giornata | NAC Breda | 2 – 1 | Cambuur |  |

| 28 febbraio 2015, ore 20:45 25ª giornata | Cambuur | 1 – 0 | Heracles Almelo |  |

| 7 marzo 2015, ore 20:45 26ª giornata | PEC Zwolle | 6 – 1 | Cambuur |  |

| 14 marzo 2015, ore 19:45 27ª giornata | Cambuur | 3 – 1 | Utrecht |  |

| 21 marzo 2015, ore 20:45 28ª giornata | AZ Alkmaar | 2 – 1 | Cambuur |  |

| 5 aprile 2015, ore 16:45 29ª giornata | Cambuur | 1 – 0 | Go Ahead Eagles |  |

| 12 aprile 2015, ore 14:30 30ª giornata | Groningen | 3 – 2 | Cambuur |  |

| 17 aprile 2015, ore 20:00 31ª giornata | Cambuur | 1 – 1 | Excelsior |  |

| 26 aprile 2015, ore 12:30 32ª giornata | Dordrecht | 0 – 0 | Cambuur |  |

| 10 maggio 2015, ore 14:30 33ª giornata | Ajax | 3 – 0 | Cambuur |  |

| 17 maggio 2015, ore 14:30 34ª giornata | Cambuur | 1 – 2 | Willem II |  |

## Statistiche

### Statistiche di squadra
| Competizione | Punti | In casa | In casa | In casa | In casa | In casa | In casa | In trasferta | In trasferta | In trasferta | In trasferta | In trasferta | In trasferta | Totale | Totale | Totale | Totale | Totale | Totale | DR  |
| Competizione | Punti | G       | V       | N       | P       | Gf      | Gs      | G            | V            | N            | P            | Gf           | Gs           | G      | V      | N      | P      | Gf     | Gs     | DR  |
| ------------ | ----- | ------- | ------- | ------- | ------- | ------- | ------- | ------------ | ------------ | ------------ | ------------ | ------------ | ------------ | ------ | ------ | ------ | ------ | ------ | ------ | --- |
| Eredivisie   | 41    | 17      | 8       | 2       | 7       | 25      | 22      | 17           | 3            | 6            | 8            | 21           | 34           | 34     | 11     | 8      | 15     | 46     | 56     | -10 |
| KNVB beker   | -     | 2       | 1       | 0       | 1       | 4       | 3       | 2            | 2            | 0            | 0            | 7            | 0            | 4      | 3      | 0      | 1      | 11     | 3      | +8  |
| Totale       | -     | 19      | 9       | 2       | 8       | 29      | 25      | 19           | 5            | 6            | 8            | 28           | 34           | 38     | 14     | 8      | 16     | 57     | 59     | -2  |